# Życie na Gorąco Retro
Życie na Gorąco Retro – polski miesięcznik poświęcony gwiazdom kina, sceny i estrady, które funkcjonowały od lat 1920. do końca lat 1980. oraz modzie i gadżetach XX wieku. Ukazuje się od 12 listopada 2014 roku.